# Jutta Borms
Jutta Borms (1972) is een huisarts en televisiepresentator in België. Zij werd in Vlaanderen bekend door het survivalprogramma "Expeditie Robinson" waarvan zij de vierde serie won in 2003.
Borms studeerde geneeskunde en had rond 2006 had met drie collega's een huisartsenpraktijk in Tielrode. Hier werkte zij ook met alternatieve geneeswijzen als fytotherapie en acupunctuur. In 2007 begon ze een solopraktijk in het Waasland. Ze stopte toen met traditionele geneeskundige behandeling en ging neuraaltherapie en biopunctuur hanteren.
Borms schreef onder meer een nummer voor de politieserie Flikken. Tevens treedt zij af en toe op als zangeres en pianiste.
In 2004 werd zij gevraagd om op de Vlaamse televisiezender Vitaya in de maandelijkse gezondheidsshow "Vitali-Tijd" een regulier item te verzorgen onder de titel "Natuurlijk Gezond". Ze is ook verbonden aan de dagkliniek van Kasteel Groenhoven, waar ze onder meer chronischevermoeidheidssyndroom behandelt.
In 2018 kreeg zij kritiek na een optreden in het VRT-programma Van Gils & gasten, omdat ze homeopathische en natuurlijke geneeswijzen promootte en reclame maakte voor haar boek dat homeopathische en natuurlijke geneeswijzen belicht. In 2021 beoefende zij zowel de "esthetische geneeskunde" maar zij noemt zich ook "holistisch arts" en "additieve geneeskundige".

## Publicaties
- De nieuwe dokter, Een andere kijk op gezond zijn en gezond blijven, 2018, ISBN 9789022334812
- Na de crash, 2020, ISBN 9789022337097

- MusicBrainz: b4ce6ff8-dde7-4765-99bf-825ab79920a5
- Virtual International Authority File: 3154013792509191750
- WorldCat: E39PBJbtkpdWPJHTDY9Q3CJVYP